# Julio César Herrera
Julio César Herrera (nascido em 1 de março de 1977) é um ex-ciclista olímpico cubano. Representou sua nação nos Jogos Olímpicos de Verão de 2000 e 2004.